# Meniscomorpha salasi
Meniscomorpha salasi là một loài tò vò trong họ Ichneumonidae.